# Rubén González Rocha
Rubén González Rocha (Santiago de Compostel·la, 29 de gener del 1982) és un exfutbolista gallec que ocupava la posició de defensa.

## Trajectòria
Producte del planter del Reial Madrid, només va arribar a jugar quatre de partits de lliga del primer equip en tres temporades, debutant el 10 de maig del 2002, en un partit que el Reial Madrid va perdre contra el Deportivo de La Coruña.
El 9 de novembre del 2003 Rubén va ser substituït contra el Sevilla FC després de 25 minuts al camp i després d'un gol en pròpia porta. Un cop acabada la temporada 2003-2004 va ser cedit al Borussia Mönchengladbach de la Lliga alemanya.
Després d'estar cedit la temporada 2004-2005 a l'Albacete Balompié, Rubén va tornar al Madrid, jugant durant tota la temporada següent al filial que jugava a Segona Divisió.
La temporada 2006-07 va ser fitxat pel Racing de Santander, equip a qui ajudaria a finalitzar desè al final de la temporada i aconseguint marcar els seus primers gols a primera divisió: dos gols consecutius contra el RCD Mallorca i el Vila-real CF. Malgrat això, tornaria la següent temporada a Segona Divisió, fitxant pel Celta de Vigo.
L'agost del 2009, Rubén va signar amb el RCD Mallorca, després d'aconseguir la carta de llibertat del club vigués.
L'estiu del 2013, després de la finalització del seu contracte, va abandonar la disciplina de l'equip navarrés.